# Félix Janlet
Pour les autres membres de la famille, voir Famille Janlet.
Félix Janlet (Bruxelles, 7 janvier 1808 - 28 mai 1868) est un plafonneur-architecte bruxellois qui construisit des bâtiments d'allure classique, style « XVIIIe siècle ».

## Biographie
Félix était le fils de Joseph Janlet (Floreffe, 30 juin 1760 - Bruxelles, 28 novembre 1812) et de Marie Agnes Lalou (Mont-Saint-Guibert, 24 juillet 1765 - Bruxelles, 27 septembre 1834). Le 29 janvier 1795, à l'âge de 35 ans, le père Joseph était reçu « bourgeois de Bruxelles ». En conséquence, à partir de cette date, il fut autorisé à exercer son métier de plafonneur à Bruxelles et son statut de citoyen bruxellois devint économiquement réalisable. Son fils Félix a probablement appris l'art de plafonner de son père, et s'est plus tard qualifié en architecture. Quand Félix eut environ trente ans, il épousa, le 15 février 1838, Caroline Christiaens qui avait onze ans de moins que lui (Bruxelles, 5 juin 1819, Bruxelles, 22 mars 1899). De ce mariage naquirent huit enfants, parmi lesquels Émile Janlet (1839-1919), qui devint également architecte, comme son père.
Félix Janlet était l'employeur d'un certain nombre d'architectes célèbres et de stagiaires:
- du 15 mai 1843 au 1er janvier 1851, l'architecte Henri Beyaert (1823-1894)[5] faisait un stage chez lui[6];
- à partir de 1852 Janlet était l'employeur de Gustave Saintenoy (1832 - 1892)[7]. C'est dans l'atelier de Janlet que Saintenoy fit la connaissance de Beyaert[8];
- de 1859 à 1866, Félix était le mentor de son propre fils: Émile. Ce dernier a conçu des plans de construction dans le studio sans mentionner son propre nom. Seulement à partir de 1866 Émile était sorti de l'anonymat et son nom figurait sur les dessins[9].

Félix Janlet est décédé le 28 mai 1868 et a été enterré dans une tombe familiale, située sur le cimetière de Laeken (pelouse 27, chemin 6),. La tombe a été conçue par son fils Émile.

## Œuvre(Sélection)
- 1859: Bruxelles (Pentagone), 29 Rue Brederode: maison du coin. Rez-de-chaussée et trois étages[12].
- 1861: Bruxelles, Avenue de la Toison d'Or 23 et 24: maisons bourgeoises[13].
- 1863: Saint-Gilles, 111 Rue Berckmans: maison de style néo-classique[14].
- 1863: Bruxelles, Quartier Léopold, 29 Rue de la Science: maison bourgeoise. Sont inscrites sur la liste de sauvegarde: la façade et plusieurs parties de la maison [15].
- 1865: Namur (Wépion). 159 Fonds des Chênes: Porche de l'ancien château Drion (actuellement démoli). Construit en collaboration avec Émile Janlet[16].